# SkCUBE
SkCUBE è il primo satellite della Slovacchia.  
Il satellite, del tipo CubeSat, è stato realizzato dall'università di Žilina in collaborazione con l'università di Bratislava e la  SOSA (un'organizzazione non governativa dedicata alla promozione delle scienze spaziali), con il contributo del governo slovacco. Il lancio è stato effettuato il 23 giugno 2017 dal Centro spaziale Satish Dhawan con un  razzo vettore PSLV
Il satellite è stato realizzato con lo scopo di incrementare le capacità tecnologiche della Slovacchia in campo spaziale. L'apparecchiatura scientifica di bordo comprende un ricevitore di segnali radio a frequenza molto bassa e una fotocamera per le riprese della Terra, con cui effettuare riprese del territorio della Slovacchia.